# Чеховская (станция метро)
«Че́ховская» — станция Серпуховско-Тимирязевской линии Московского метрополитена. Открыта при продлении линии на север 31 декабря 1987 года. Глубина заложения станции — 62 метра, на момент открытия она была самой глубокой в Московском метрополитене.
В середине зала находится лестница, ведущая в переход на станцию «Пушкинская». В западном торце центрального зала имеется эскалаторный наклон для перехода на станцию «Тверская».
Выход в город из восточного торца центрального зала по трём последовательным эскалаторам. С первой промежуточной площадки имеется второй переход на станцию «Пушкинская».

## История и происхождение названия
Станция открыта 31 декабря 1987 года при продлении Серпуховско-Тимирязевской линии на один перегон и стала 135-й станцией Московского метрополитена. Названа по улице Чехова (ныне Малая Дмитровка).

## Оформление
Пилоны облицованы белым мрамором, путевые стены украшены мозаичными панно по мотивам произведений А. П. Чехова (авторы П. А. Шорчев, Л. К. Шорчева). В центре центрального зала подвешены оригинальные светильники, украшенные металлическими букетами и драпировкой.

## Вестибюли и пересадки
Выход в город осуществляется через подземный переход и подземный вестибюль, расположенный в здании на Пушкинской площади. В середине зала находится лестница, ведущая в переход на станцию «Пушкинская» Таганско-Краснопресненской линии. В конце зала находится эскалаторный наклон, ведущий на станцию «Тверская» Замоскворецкой линии. Также в переходе находится памятник Максиму Горькому. На данной станции внедрены напольные указатели.

## Путевое развитие
За станцией находится тупик, использовавшийся для оборота составов до продления линии на север. Сейчас используется для ночного отстоя составов.

## Станция в цифрах
- Пассажиропоток по станции за сутки (1999 год)
  - 39 780 человек.
- Пассажиропоток по вестибюлям за сутки (2002 год)
  - Пассажиропоток по входу — 35 900 человек;
  - Пассажиропоток по выходу — 39 900 человек.
- Таблица времени прохождения первого поезда через станцию[3]:

| По чётным числам                    | Будние дни | Выходные дни |
| По нечётным числам                  | Будние дни | Выходные дни |
| В сторону станции «Цветной бульвар» | 05:54      | 05:54        |
| В сторону станции «Цветной бульвар» | 05:54      | 05:54        |
| В сторону станции «Боровицкая»      | 05:45      | 05:49        |
| В сторону станции «Боровицкая»      | 05:45      | 05:48        |

## Наземный общественный транспорт
На этой станции можно пересесть на следующие маршруты городского пассажирского транспорта:
- Автобусы: м1, м5, м40, е30, с344, с511, н1, н10, н12

## Галерея

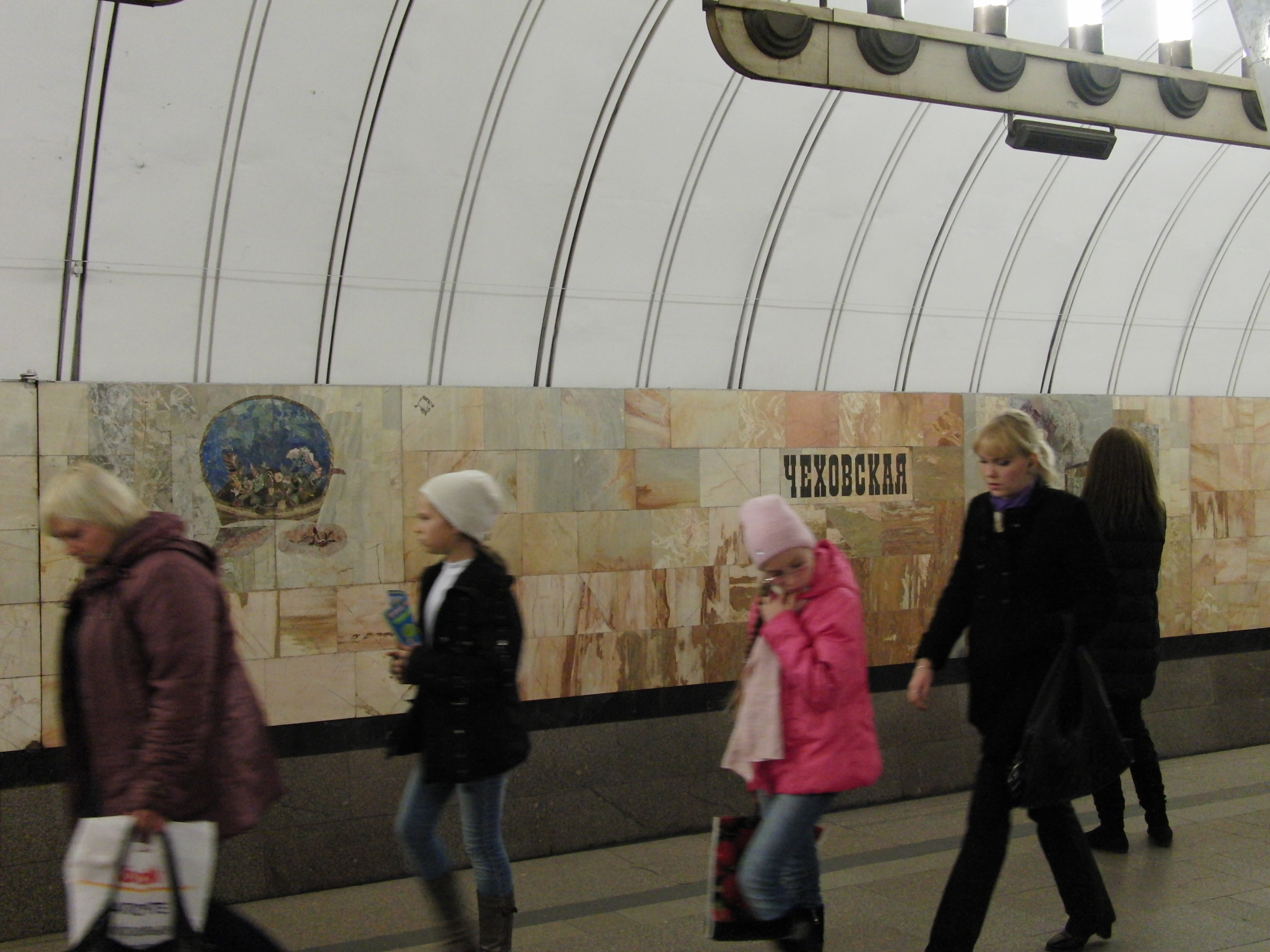
Название станции на путевой стене
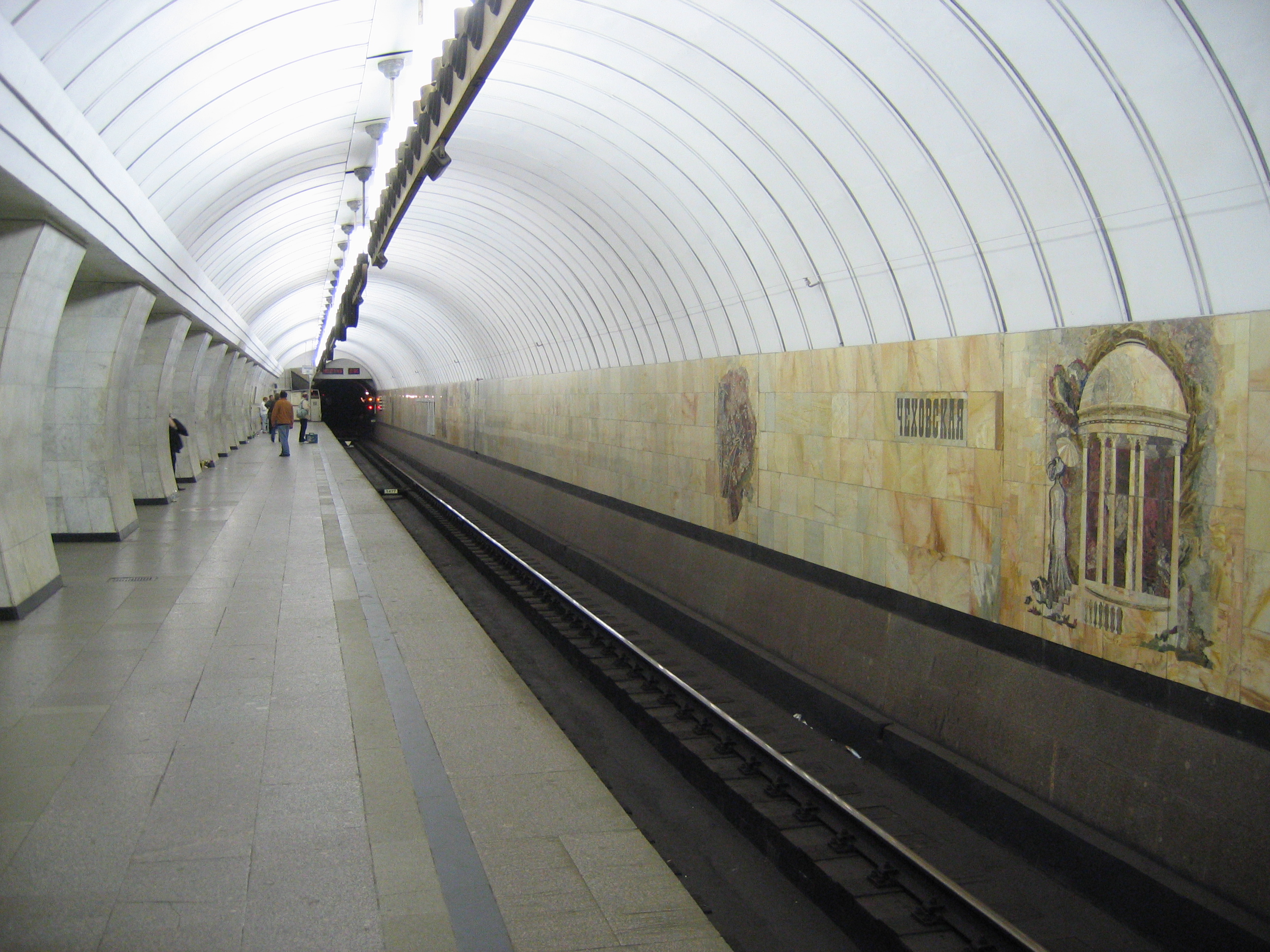
Посадочная платформа
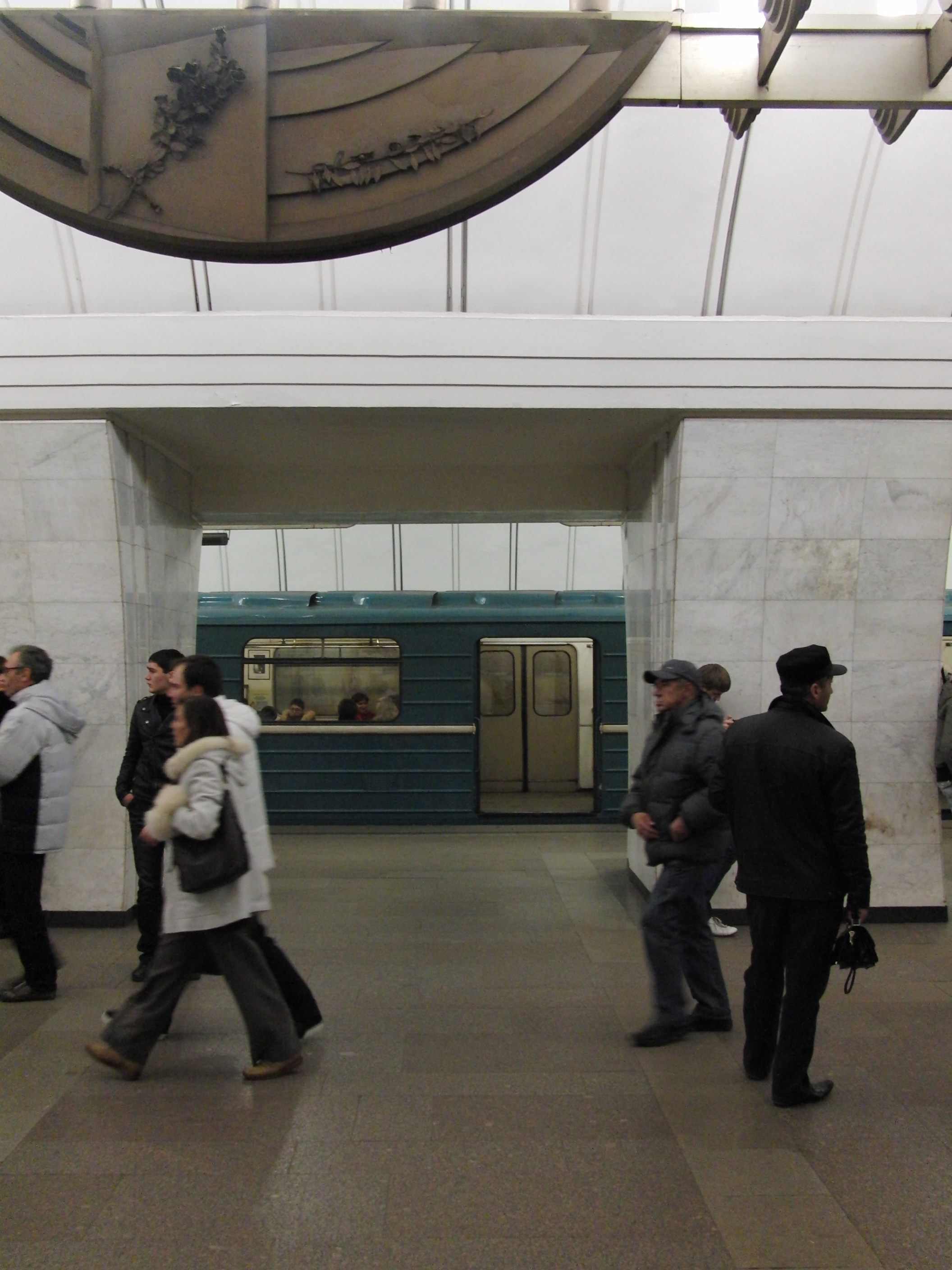
Поезд на станции
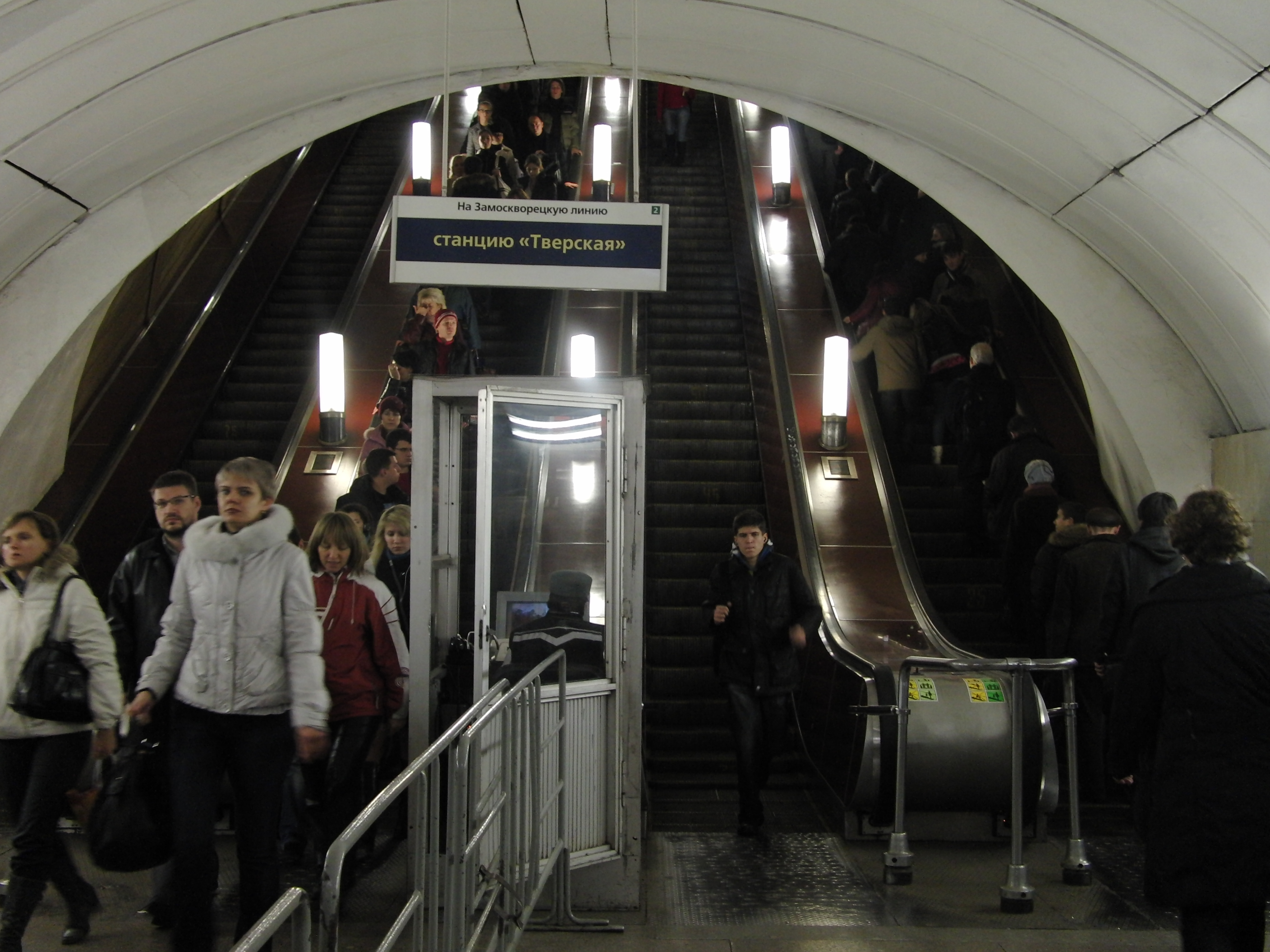
Переход на станцию «Тверская»